# Terraria
Terraria é um jogo de RPG de ação e aventura independente produzido pela desenvolvedora de jogos Re-Logic. Possui como características a exploração, artesanato, construção de estruturas e combate a monstros perigosos em um mundo 2D gerado de forma procedural. Lançado no dia 16 de maio de 2011, o jogo vendeu mais de 45 milhões de cópias, recebendo atualizações gratuitas mesmo mais de dez anos depois de seu lançamento.

Gráfico de vendas de Terraria 2011-2016

## Jogabilidade
Terraria é um jogo bidimensional do gênero Sandbox. A jogabilidade de Terraria envolve mineração, exploração, construção e combate, com modos um jogador e multijogador. Terraria é frequentemente comparado com jogos como Minecraft e Metroid devido suas semelhanças de design de jogo.
Antes de começar, o jogador possui a possibilidade de personalizar seu personagem, nível de dificuldade, tamanho do mapa, atalhos do teclado, a cor do cursor, dentre diversas outras opções.
O jogo se inicia em um mundo procedural, com o jogador iniciando com diversas ferramentas básicas necessárias para o combate e aquisição de recursos. O personagem do jogador também conta com medidores de vida e magia que podem ser expandidos ao decorrer do jogo. Um NPC guia estará sempre presente nos primeiros momentos, oferecendo dicas sobre como progredir e opção de verificar materiais necessários para se produzir novos itens.
Ao se construir casas habitáveis e cumprir certos objetivos, novos personagens surgirão e ocuparão as residências, oferecendo serviços como mercadores ou curandeiros. Atualmente, é possível se encontrar 22 personagens diferentes, além de 3 NPCs viajantes que não precisam de uma residência. Dentre os serviços oferecidos estão cura, venda de itens e distribuição de missões onde o jogador poderá utilizar suas moedas, obtidas por derrotar monstros, destruir vasos, ou em baús e tesouros escondidos pelo mapa.
Uma das características principais de Terraria é a existência de múltiplos biomas repletos de ruínas e tesouros, habitados por diversos tipos de criaturas. Alguns biomas comuns incluem florestas, selvas, desertos, tundras, praias e cavernas. Três biomas nocivos podem crescer e consumir outros biomas existentes, sendo esses Consagrado, Carmesim e Corrupção. Alguns biomas são apenas acessíveis após certos itens serem adquiridos ou tarefas forem cumpridas, como masmorras, templos, ilhas flutuantes e um sub-mundo. É possível também se encontrar mini-biomas dentro de cada área, como cavernas com cogumelos gigantes, casas abandonadas, salas com tesouros e grutas de pedras preciosas.
O jogo também possui chefes e eventos especiais, onde o jogador precisa defender a si mesmo ou aos seus companheiros. Atualmente o jogo conta com mais de 30 chefes diferentes, dentre chefes comuns, chefes específicos de eventos e chefes exclusivos de certas versões do jogo. A presença de influências de H. P. Lovecraft é frequente em Terraria, especialmente observada em chefes como Eye of Cthulhu e Brain of Cthulhu.
Atualmente, Terraria conta com mais de 3,000 itens diferentes, incluindo armas, ferramentas, armaduras, munições, magias, poções mágicas, montarias, pets e materiais de construção. O jogo também possui 4 classes principais, sendo de Melee (Atacante), Ranger (Atacante à Distancia), Mage (Mago) e Summoner (Invocador).

## Desenvolvimento
O desenvolvimento do jogo começou em Janeiro de 2011, escrito em C# na estrutura Microsoft XNA. Desde Maio de 2011 o jogo tem sido atualizado constantemente com a adição de novos conteúdos e mecânicas. A primeira grande atualização ocorreu em Dezembro de 2011, com a adição de novos atributos que redefiniram o jogo.
Em Fevereiro de 2012, Redigit, o programador e designer de Terraria, anunciou que Terraria seria descontinuado, e expressou sua vontade em dar prioridade à sua vida pessoal, confirmando apenas uma futura atualização para correção de bugs. Apesar do anúncio, em Janeiro de 2013 foi confirmado o retorno ao desenvolvimento do jogo em tempo integral, com a previsão de uma atualização que novamente dobraria o conteúdo atual e adicionaria novas mecânicas de grande relevância. Durante o desenvolvimento dessa atualização, a equipe de desenvolvimento foi reestruturada e recebeu a adição de novos membros nas áreas de arte e programação.
Em Outubro e Dezembro de 2013, Terraria recebeu atualizações especiais de Dia das Bruxas e Natal, expandindo consideravelmente o conteúdo do fim do jogo.
Novas atualizações continuaram a ser desenvolvidas e lançadas durante 2014 a 2017, com uma nova grande atualização de conteúdo sendo lançada em Junho de 2015, redefinindo o jogo mais uma vez.
O lançamento de Terraria para a plataforma Google Stadia foi cancelado em Fevereiro de 2021 devido a suspensão da conta  Google do desenvolvedor Redigit, uma ação que não foi esclarecida pela Google por três semanas. Mais tarde em Fevereiro, a Google se comunicou com a Re-Logic sobre a situação e restaurou a conta. Depois dessa situação, Re-Logic anunciou que a versão da Terraria para o Google Stadia retornaria, o que aconteceu em 18 de março de 2021.

### Sequências
Em outubro de 2013, uma sequência de Terraria foi anunciada por Redigit, alterando vários elementos do Terraria original.
Terraria: Otherworld foi um jogo separado da série anunciado em fevereiro de 2015. O jogo se passaria em uma dimensão alternativa no universo de Terraria, onde o propósito do jogo era limpar o mundo da Corrupção, achando torres purificadoras e as ativando. Em 2018, foi anunciado que Otherworld seria cancelado porque a Re-Logic acreditou que a qualidade do jogo estava abaixo de suas expectativas.

## Recepção
De acordo com o Metacritic, Terraria teve uma recepção "geralmente favorável", com uma nota 83 na versão de computador. Crítico Nathan Meunier da IGN afirmou que Terraria "expande a conhecida jogabilidade sandbox com maior ênfase no combate e na aventura, o que é muito satisfatório".
O jogo vendeu 50 mil cópias no primeiro dia, e após um mês, o jogo havia vendido 432 mil cópias. Até Março de 2024, estima-se que o jogo tenha vendido mais de 45 milhões de cópias.
Atualmente, Terraria se encontra dentre os jogos mais jogados na Steam, à frente de jogos como Portal 2 e Fable III.